# Казатком
Казатком (каз. Қазатком) — село в Енбекшиказахском районе Алматинской области Казахстана. Входит в состав Акшийского сельского округа. Код КАТО — 194035200.

## История
В марте 2007 года в селе произошли межэтнические столкновения между казахами и чеченцами.

## Население
В 1999 году население села составляло 501 человек (231 мужчина и 270 женщин). По данным переписи 2009 года в селе проживали 634 человека (326 мужчин и 308 женщин).